# Western Suburbs FC
Der Western Suburbs FC ist ein neuseeländischer Fußballklub mit Sitz in Porirua innerhalb der Region Wellington. Der Klub trägt seine Heimspiele im Endeavour Park aus, welcher in Whitby liegt.

## Geschichte
Der Klub wurde im Jahr 1906 als Mental Hospital AFC gegründet, um als Sportmannschaft für die Mitarbeiter des Porirua Mental Hospital zu dienen. Schnell wurde man zu einem bekannten Namen in der näheren Umgebung aber auch auf nationaler Ebene erzielte man einige Erfolge. So erreichte der Klub im Jahr 1928 erstmals das Finale des Chatham Cups. Welches man später im Jahr 1935 dann auch mit einem 2:0-Sieg über Christchurch Western AFC erstmals gewann. Der Name des Klubs wurde schließlich im Jahr 1956 in Western Suburbs geändert, um den Namen besser an die Region anzupassen, weil mittlerweile die Spieler nicht mehr hauptsächlich aus Angestellten des Krankenhauses bestand.
In den späteren 1950er und 1960er Jahren gelang es aber nicht mehr an alte Erfolge anzuknüpfen, dafür hatte man aber starke Jugendmannschaften, was sich dann gerade im Jahr 1969 zeigte, als man sich für die erste Saison der National Soccer League im Jahr 1970 qualifizierte. Am Ende dieser Saison stieg man als letzter mit drei Punkten aber auch direkt wieder ab. In derselben Saison erreichte man jedoch auch das zweite Mal in der Klubgeschichte das Finale des Chatham Cups, diesmal unterlag man jedoch dem Blockhouse Bay mit 2:3 Im nächsten Jahr war man aber wieder Finalist und gewann diesmal mit 3:2 über Wellington City.
Im Jahr 1973, änderte man seinen Namen noch einmal in Porirua United, um den neuen Status als eigenständige Stadt darzulegen. Unter diesem Namen gewann man dann 1974 auch die Meisterschaft der Central League. Zuvor verließen aber mehrere Mitglieder den Klub und bildeten den Tawa AFC. In den Jahren 1975 und 1978 verpasste man einen weiteren Meistertitel nur knapp. Danach sank jedoch auch die sportliche Klasse der Mannschaft und schon bald fand man sich nur noch in der First Division wieder. Im Jahr 1982 traf man so dort auch wieder auf Tawa und ein Team mit dem Namen Viard. Mit letzteren fusionierte der Klub dann auch ein Jahr später, um Porirua Viard United zu bilden.
In den 1980er Jahren gab es so unter neuen Namen dann auch einen sportlichen Aufschwung, wo speziell die Frauen-Mannschaft einiges zum Erfolg beitrug. Nebst zwei Gewinnen des Kelly Cups wurde man auch geteilter Landesmeister im Jahr 1987. Am Ende der Spielzeit 1992 fusionierte man dann noch einmal, diesmal mit Mana United, wonach man sich dann den alten Namen aus den 1960ern gab und somit zu Western Suburbs FC zurückkehrte. Unter altem Namen gelangen auch wieder neue Erfolge der Herren-Mannschaft und man gewann jeweils im Jahr 1996 und 1998 die Central League. Im Jahr 1999 nahm der Klub auch an der kurzlebigen Northern Island Soccer League teil. Im Jahr 2000 gewann man dann auch den Titel der ersten Auflage der Capital Federation Premier League. Auch im Jahr 2002 gelang dieser Titelgewinn nochmal, womit man es dann auch in die Playoffs um den Aufstieg in die National League schaffte, an deren Ende gelang es der Mannschaft aber nicht sich zu qualifizieren.
Danach platzierte man sich in der Capital Premier stets in den Top 3 und kehrte zur Spielzeit 2005 in die wiedereingeführte Central League zurück. Hier gewann man dann auch sofort die Meisterschaft, aufgrund schwacher Leistungen am Saisonanfang konnte dieser Titel jedoch nicht verteidigt werden, womit man nur den zweiten Platz am Ende innehatte. Im Finale des Chatham Cups ging es in diesem Jahr aber bis ins Finale und am Ende bedurfte es eines 3:0 im Elfmeterschießen, um über den Eastern Suburbs AFC zu gewinnen. Zumindest im Jahr 2007 gewann man dann wieder die Meisterschaft der Central League.
In den nächsten Jahren konnte man sich auch als Topmannschaft in der Central League platzieren und gewann den Titel hier bis 2019 noch drei weitere Male. Seit der Einführung der neuen National League zur Spielzeit 2021, spielt der Klub nun somit in einer regionalen Qualifikationsgruppe für die nationale Meisterschaft. Gleich in der ersten Saison gelang über den vierten Platz auch die Qualifikation für die Championship. Aufgrund der COVID-19-Pandemie konnte diese jedoch nicht mit allen geplanten Teilnehmern ausgespielt werden, womit die stattdessen ausgespielte South Central Series, nicht als offizielle Meisterschaft gesehen wird. Hier erlangte der Klub am Ende den fünften Platz. Seitdem gelang es bisher noch nicht sich wieder für die Championship zu qualifizieren.

## Erfolge
- Central League
  - Meister: 1996, 1998, 2005, 2007, 2009, 2017, 2019
- Chatham Cup
  - Gewinner: 1935, 1971, 2006
- Kelly Cup
  - Gewinner: 1981, 1984